# Germain Thibaut
Pour les articles homonymes, voir Thibaut.
Germain Thibaut est un homme politique français né le 12 avril 1799 à Paris et décédé le 10 avril 1878 à Paris.
Industriel, il dirige les manufactures de tissu de Bohain et d'Esne. Conseiller municipal de Paris en 1849, il est député de la Seine de 1852 à 1857, siégeant dans la majorité soutenant le Second Empire. Juge, puis président du tribunal de commerce de Paris, il est président de la chambre de commerce en 1855. En 1857, il est syndic du conseil municipal de Paris.

## Décorations
- Officier de la Légion d'honneur (1854)[1]

## Sources
- « Germain Thibaut », dans Adolphe Robert et Gaston Cougny, Dictionnaire des parlementaires français, Edgar Bourloton, 1889-1891 [détail de l’édition]